# Iveco Manticore
De Iveco Manticore, ook bekend als Medium Tactical Vehicle (MTV) of Voertuig 12 kN, is het nieuwe lichte operationele pantserwielvoertuig van de Nederlandse krijgsmacht, gebouwd door de Italiaanse fabrikant Iveco Defence Vehicles (IDV). De aanschaf van het voertuig is onderdeel van het materieelvervangingsproject Defensiebrede Vervanging Operationele Wielvoertuigen (DVOW), waarbinnen ook de verwerving van de Scania Gryphus is gerealiseerd. De levering van de eerste voertuigen is gepland voor de tweede helft van 2023. Het voertuig is vernoemd naar de mantichora, een Oud-Perzisch fabeldier.

## Aanschaf

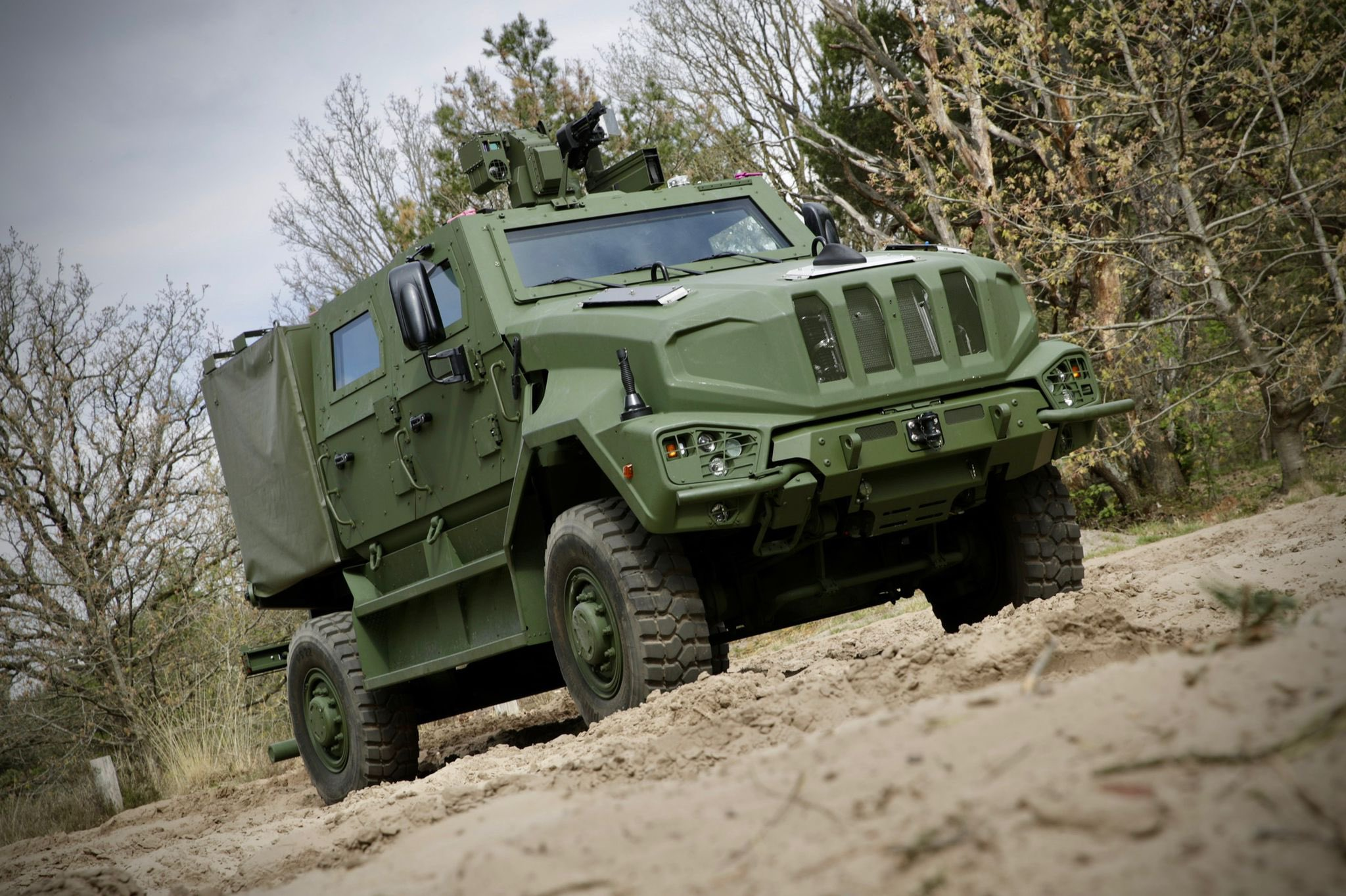
Prototype van de Manticore, april 2022

Op 15 augustus 2019 maakte de staatssecretaris van Defensie Barbara Visser per kamerbrief wereldkundig dat het ministerie van Defensie de Italiaanse fabrikant Iveco Defence Vehicles had geselecteerd voor de levering van nieuwe operationele wielvoertuigen. Ook de levering van zogenaamde Remote Controlled Weapon Stations (RCWS), wapensysteem op ringaffuit die vanuit het voertuig kan worden bediend, is in het contract opgenomen. Het project voorziet in de levering van 918 voertuigen en 120 RCWS'en, waarbij een optie voor 357 additionele voertuigen en 10 RCWS'en direct werd afgeroepen. Hiermee komt het totale aantal op respectievelijk 1275 voertuigen en 130 RCWS'en. Extra voertuigen kunnen tot 5 jaar na de levering van het laatste voertuig worden afgeroepen. Vanaf 2023 zullen de eerste voertuigen naar verwachtingen instromen, de laatste voertuigen zullen in 2027 worden geleverd.
In het Defensie Projectenoverzicht (DPO) dat in september 2020 werd gepubliceerd, werd bekendgemaakt dat ongeveer 100 van de 357 additioneel bestelde voertuigen uit de behoeftestelling zijn ontvlochten. Deze circa 100 voertuigen, die waren bestemd voor het Korps Mariniers, zijn uit de bestelling verwijderd waarna voor deze behoefte een afzonderlijk project is opgestart dat zal voorzien in amfibisch inzetbare wielvoertuigen. Hiermee komt de totale bestellingsomvang van de Manticore uit op 1185 voertuigen.

## Technische specificaties

### Afmetingen en gewicht
De MTV heeft een lengte van 5900 millimeter, een breedte van 2430 mm en een dakhoogte van 2760 mm. Het voertuig heeft een rijklaar gewicht van rond de 9600kg en, afhankelijk van de uitvoering, een laadvermogen van rond de 2.000 kg, aanzienlijk meer dan de oorspronkelijk aangegeven 1200 kg (12 kN). Het klimvermogen van de MTV bedraagt 60%, het voertuig kan maximaal 30° slagzij maken zonder om te slaan.

### Aandrijving
De MTV wordt aangedreven door een EF67 EUIII 6.7L zes-cilinder turbo dieselmotor, met 276 pk (207 kW) en 1000 Nm, in combinatie met een automatische transmissie. De motor is volledig gemilitariseerd en kan daardoor indien nodig op militaire brandstof lopen, de maximale actieradius bedraagt 600 kilometer. Ook beschikt de MTV door de modificaties over een doorwaaddiepte van 0,75 meter zonder snorkel. De topsnelheid van het voertuig is begrensd op 93 km/u. Door de strenge militaire eisen op het gebied van terreinvaardigheid staat de MTV op een klassiek ladderchassis met bladveren en stabilisatorstangen. Het voertuig is voorzien van permanente vierwielaandrijving met drie inschakelbare sperdifferentielen, en hoge en lage gearing. Rondom is de Manticore voorzien van schijfremmen, gecombineerd met ABS. De bandenspanning van de 365/85R20 Pirelli PS22 banden is variabel instelbaar via een centraal luchtpompsysteem dat ook lichte lekkages kan compenseren, de chauffeur kan dit systeem vanuit de cabine bedienen.

### Carrosserie
De Manticore wordt in vijf hoofdvarianten geleverd, de carrosserie van alle varianten wordt vervaardigd van pantserstaal met een hoge brinellhardheid. De hardtop-, softtop- en logistieke varianten kunnen worden voorzien van extra pantserpaketten voor zowel ballistische bescherming als mijnbescherming, waarmee de Manticore ook beschermd is tegen geïmproviseerde explosieven. De gewondentransport-, militaire politie-, en luchtmachtvarianten zijn standaard voorzien van bepantsering. Ook een CBRN-luchtzuiveringsinstallatie kan optioneel worden geïnstalleerd.

### Bewapening
De hardtopvarianten kunnen worden bewapend met een vanuit de cabine bedienbaar wapensysteem dat op de ringaffuit is geïnstalleerd. Dit Remote Controlled Weapon Station (RCWS) is van het type FN deFNder en kan worden voorzien van een FN MAG-middelzwaar machinegeweer. De levering van deze 130 RCWS'en is afgestemd op de levering van de eerste hardtop-varianten.

## Uitvoeringen
| Krijgsmachtdeel                 | Aantal | Varianten                                                  |
| ------------------------------- | ------ | ---------------------------------------------------------- |
| Koninklijke Landmacht           | 948    | Typen ST, HT, PU en CAST                                   |
| Koninklijke Marine              | 108    | Typen ST en CAST (alle typen zijn geschikt voor diepwaden) |
| Koninklijke Luchtmacht          | 94     | Typen HT, PU, CAST en AFSV                                 |
| Koninklijke Marechaussee        | 28     | Type MP                                                    |
| Defensie Ondersteuningscommando | 6      | Type CAST                                                  |

### Hardtop
De hardtop-variant biedt plaats aan een bestuurder en drie passagiers en heeft een laadvermogen van zo'n 15 kN. De hardtopvariant kan worden uitgerust met een op afstand bestuurbaar wapenstation, een zogenoemd remote controlled weapo station (RCWS), waarmee vanuit de veiligheid van het gepantserde voertuig de vijand onder vuur genomen kan worden. Voor de Manticore is gekozen voor FN deFNder wapenstations die worden voorzien van een FN MAG-middelzwaar machinegeweer.

### Softtop
De softtop-variant biedt eveneens plaats aan een bestuurder en drie passagiers en heeft een laadvermogen van zo'n 18 kN. De softtop is voorzien van een afneembaar canvas-dak en uitneembare ruiten, en een afneembare huif op de laadbak. Daarnaast wordt de zware wapens-variant voorzien van een pakket dat is afgestemd op de Spike-antitankraket. Op de ringaffuit van de softtop-variant kan onder meer Browning .50-zwaar machinegeweer of een Heckler & Koch AGW 40mm-automatische granaatwerper worden bevestigd. Ook de Spike-antitankraket kan vanaf de softtop worden afgevuurd. Daarnaast beschikt de softtop over een raamaffuit waarop een FN Minimi- of FN MAG-machinegeweer kan worden bevestigd. Voor het Korps Mariniers is de 12 kN Navy softtop ontwikkeld, die is voorzien van een diepwaadkit waarmee tot anderhalve meter kan worden doorwaad.

### Pick-up
De pick-up betreft een logistiek voertuig met een gepantserde cabine die plaats biedt aan een bestuurder en een passagier, met verschillende logistieke modules op de achteras. Verschillende logistieke modules worden geproduceerd door het Nederlandse bedrijf Dutch Military Vehicles (DMV). Onder de pick-up varianten een laadbak met huif, mobiele werkplaats, CIS-module, lijnbak, hygiëne en preventieve gezondheidszorg en AMRAAM Launching Monitor. 

### Gewondentransport
De gewondentransportvariant voorziet in de veilige afvoer en het transport van gewonden en heeft een laadvermogen van 19 kN. De ambulance biedt plaats aan een bestuurder en een passagier in de cabine, het achtercompartiment kan maximaal twee liggende of vier zittende gewonden vervoeren.

### Military Police/Air Force Security Vehicle
Het Military Police/Air Force Security Vehicle (MP/AFSV) betreft een voertuig dat wordt ingezet voor de militaire politietaken van de Koninklijke Marechaussee (KMar) en de beveiligingstaken van de Object Grondverdediging (OGRV) van de Koninklijke Luchtmacht. De variant biedt plaats aan een bestuurder en passagier in de cabine en zes passagiers in het achtercompartiment (drie bij de commandopost-variant). De MTV vervangt de YPR-765-rupsvoertuigen die in gebruik zijn bij de marechaussee en luchtmacht, ter vervanging van de YPR-765 Aircraft Assault Vehicle kan de KMar Manticore worden uitgerust met aanvalsladders om bijvoorbeeld een vliegtuig of gebouw binnen te treden. De voertuigen zijn allen voorzien van optische en geluidssignalen. De voertuigen voor de KMar worden in het zwart geleverd, de voertuigen voor de OGRV worden in het groen geleverd.

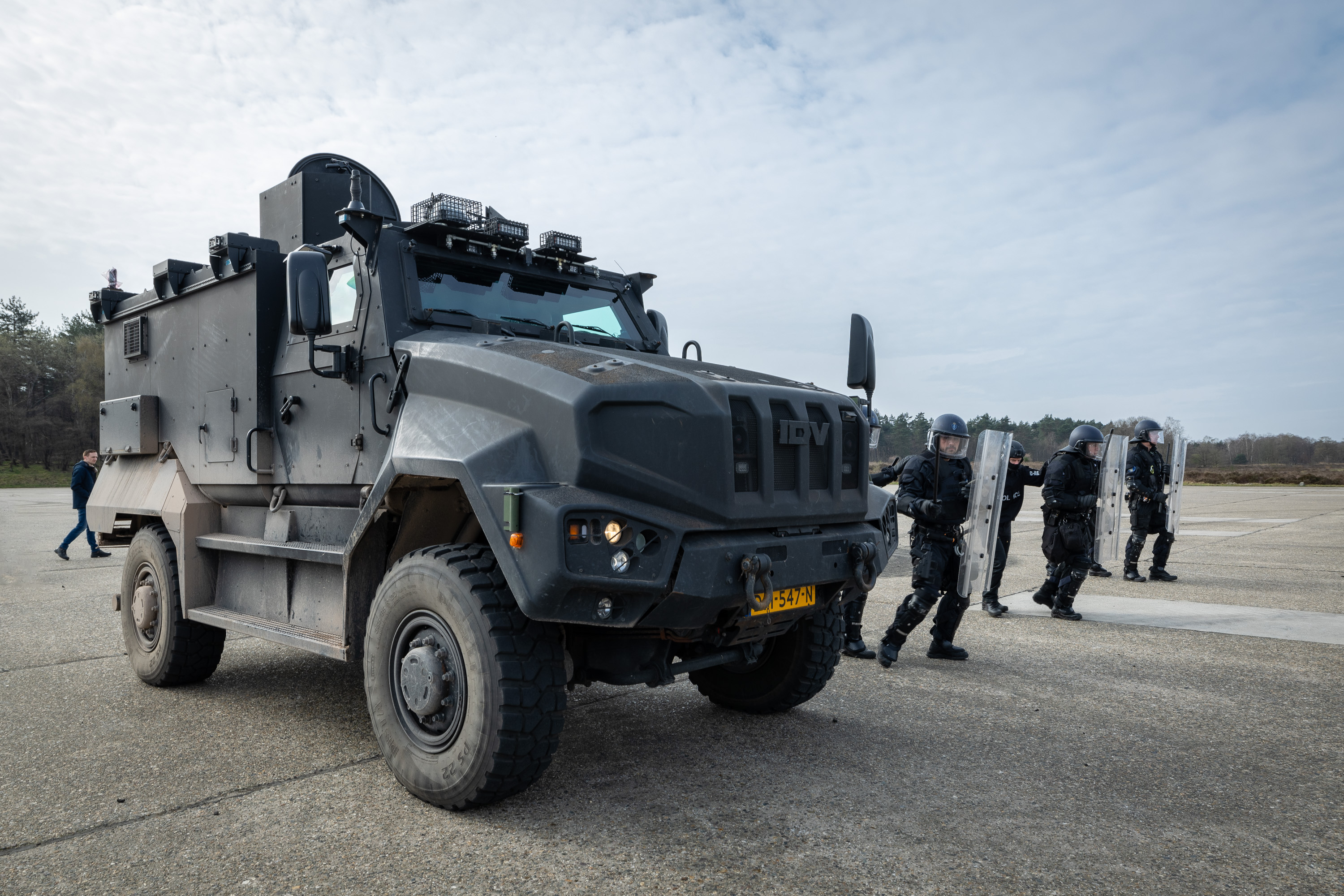
Een Manticore in de military police (MP) variant zoals in gebruik bij de Koninklijke Marechaussee
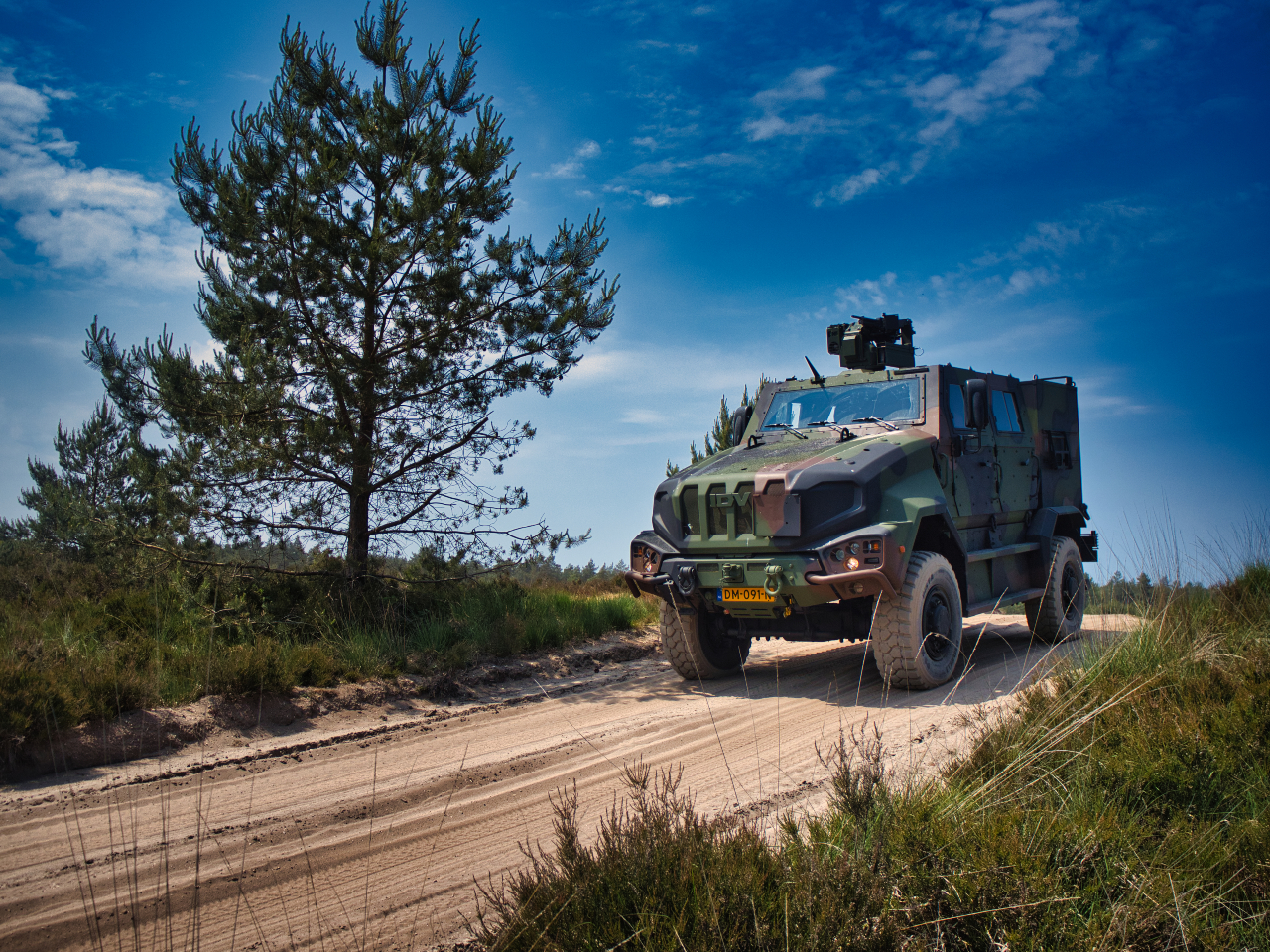
Een Manticore hardtop (HT) variant van de Koninklijke Landmacht